# Манастир Свете Тројице у Џорданвилу
Манастир Свете Тројице у Џорданвилу (рус. Свято-Троицкий монастырь в Джорданвилле, енгл. Holy Trinity Monastery in Jordanville) je ставропигијални манастир Руске заграничне цркве, налази се у округу Херкимер, држава Њујорк, САД, један миле северно од села Џорданвил. Основан је 1930.
Братство обитељи броји преко тридесет монаха који имају послушања у радионицама воштаних свећа, тамјана, сапуна, балзама, штампарији, обради огромног имања (преко 750 екера), али и академском истраживању руске историје. Манастир поседује највећу руску библиотеку ван Русије и познат музеј са ретким експонатима Царске Русије.